# GRPEL1
GRPEL1 (англ. GrpE like 1, mitochondrial) – білок, який кодується однойменним геном, розташованим у людей на 4-й хромосомі. Довжина поліпептидного ланцюга білка становить 217 амінокислот, а молекулярна маса — 24 279.
| 10         |  | 20         |  | 30         |  | 40         |  | 50         |
| ---------- |  | ---------- |  | ---------- |  | ---------- |  | ---------- |
| MAAQCVRLAR |  | RSLPALALSL |  | RPSPRLLCTA |  | TKQKNSGQNL |  | EEDMGQSEQK |
| ADPPATEKTL |  | LEEKVKLEEQ |  | LKETVEKYKR |  | ALADTENLRQ |  | RSQKLVEEAK |
| LYGIQAFCKD |  | LLEVADVLEK |  | ATQCVPKEEI |  | KDDNPHLKNL |  | YEGLVMTEVQ |
| IQKVFTKHGL |  | LKLNPVGAKF |  | DPYEHEALFH |  | TPVEGKEPGT |  | VALVSKVGYK |
| LHGRTLRPAL |  | VGVVKEA    |  |            |  |            |  |            |

A: Аланін

C: Цистеїн

D: Аспарагінова кислота

E: Глутамінова кислота

F: Фенілаланін

G: Гліцин

H: Гістидин

I: Ізолейцин

K: Лізин

L: Лейцин

M: Метіонін

N: Аспарагін

P: Пролін

Q: Глутамін

R: Аргінін

S: Серин

T: Треонін

V: Валін

Кодований геном білок за функцією належить до шаперонів. 
Задіяний у такому біологічному процесі, як ацетилювання. 
Локалізований у мітохондрії.